# Episodi de Il commissariato Saint Martin (nona stagione)
La nona stagione della serie televisiva Il commissariato Saint Martin è stata trasmessa in anteprima in Francia dalla France 2 tra il 25 marzo 2005 e il 18 novembre 2005.
| nº | Titolo originale    | Titolo italiano | Prima TV Francia | Prima TV Italia |
| -- | ------------------- | --------------- | ---------------- | --------------- |
| 1  | Séquestration       |                 | 25 marzo 2005    |                 |
| 2  | Recel               |                 | 1º aprile 2005   |                 |
| 3  | Le 119              |                 | 8 aprile 2005    |                 |
| 4  | Délit de solidarité |                 | 15 aprile 2005   |                 |
| 5  | Ambitions           |                 | 22 aprile 2005   |                 |
| 6  | Rage                |                 | 29 aprile 2005   |                 |
| 7  | Coupable            |                 | 14 ottobre 2005  |                 |
| 8  | En petits morceaux  |                 | 21 ottobre 2005  |                 |
| 9  | Rendez-vous manqués |                 | 28 ottobre 2005  |                 |
| 10 | Parents             |                 | 4 novembre 2005  |                 |
| 11 | Seul contre tous    |                 | 11 novembre 2005 |                 |
| 12 | Délivrance          |                 | 18 novembre 2005 |                 |